# Яан Соотс
Яан Соотс (ест. Jaan Soots; 12 березня 1880, волость Хельме, Валкський повіт, Ліфляндська губернія, Російська імперія, нині — Вальгамаа, Естонія — 6 лютого 1942, Усольє, Пермська область, Росія) — естонський військовий і державний діяч, генерал-майор (1919).

## Життєпис

Яан Соотс в часі служби в РІА

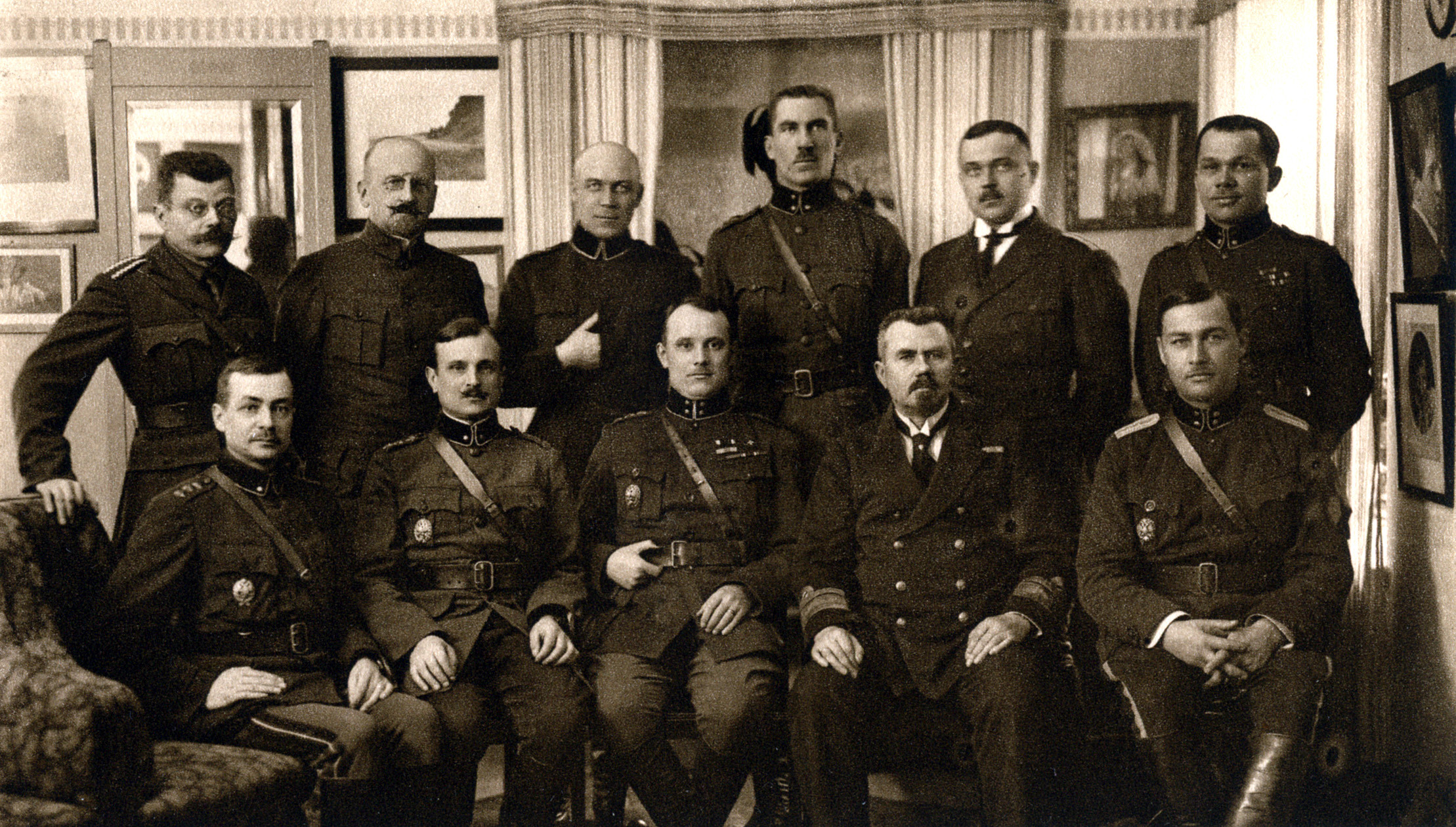
Головне командування естонської армії в 1920 році, зліва вгорі: генерал-майор Ернест Пиддер, доктор Артур Лоссманн, генерал-майор Олександр Тиніссон, полковник Карл Партс, полковник Віктор Пускар, полковник Яан Рінк. Зліва внизу: генерал-майор Андрес Ларка, генерал-майор Яан Соотс, головнокомандувач генерал-лейтенант Йохан Лайдонер, адмірал Йоган Пітка та полковник Рудольф Рейман

Народився на хуторі Кюті (на території сучасної волості Хельме повіту Валгамаа в Естонії) у волості Хельме Валкського повіту Ліфляндської губернії.
Закінчив Віленське піхотне юнкерське училище (1904), Миколаївську академію Генерального штабу (1913).
Служив офіцером у російській армії, брав участь у російсько-японській війні, працював у Генеральному штабі.
Учасник Першої світової війни. На грудень 1915 — ст. ад'ютант штабу 12-ї кавалерійської дивізії.
Підполковник (1916). Офіцер для доручень штабу 12-ї армії (1916). З 27 листопада 1916 — штаб-офіцер для доручень від. ген-квартирмейстера штабу 11-ї армії.
У 1917 — член Головного комітету «Союзу офіцерів армії і флоту», підтримав «корнилівський виступ», був заарештований і запроторений в Бихівську в'язницю. Після жовтня 1917 повернувся на батьківщину в Естонію.
З 1918 служив в естонській армії, брав участь у Визвольній війні: начальник оперативного штабу, з 24 лютого 1919 — начальник штабу Верховного головнокомандувача. Учасник Тартуського мирного договору 1920, в тому ж році вийшов у відставку.
Нагороджений Хрестом Свободи першого розряду першого ступеня — за військові заслуги.
У 1921-1923, 1924-1927 — військовий міністр. Був членом Аграрної партії. Член Рійгікогу (парламенту) першого — шостого скликань. У 1934-1939 — мер Таллінна. У 1935-1938 — член Державної економічної ради, з 1938 — член Державної ради оборони. Голова Комітету історії Визвольної війни.
У 1940 під час окупації балтійських держав Совєцьким Союзом заарештований НКВД СССР, доведений до смерті у концтаборі.